# ナイチンゲール (キャロル・キングの曲)
「ナイチンゲール」（原題：Nightingale）はキャロル・キングとデヴィッド・パーマーによって書かれた歌。「ナイチンゲール」は1974年7月中旬にリリースされたキングのトップセラーアルバム『喜びにつつまれて』に初めて登場したが、12月にシングルとしてリリースされた。この曲はその後、キングのプラチナ認定のアルバム『グレイテスト・ヒッツ』など、多くのコンピレーションアルバムに収録されている。 
この曲はアルバム『喜びにつつまれて』同様にゆっくりとしたスタートを切ったが、最終的には高いチャート順位に達した。「ナイチンゲール」は、1975年3月1日にビルボード・ホット100で最高9位に到達し、イージーリスニング・チャートでは1位に1週間とどまった。

## レコーディング
キャロル・キングが1974年版のこの歌でリードパートを歌ったが、彼女の娘のルイーズ・ゴフィンとシェリー・ゴフィンがバックアップを歌った。 当時二人はまだ子供だった。 

## チャート
| チャート（1974-75）            | 最高位 |
| ------------------------------ | ------ |
| ビルボード・ホット100          | 9      |
| ビルボード・イージーリスニング | 1      |

## 参考情報
- 1975年のナンバーワンアダルトコンテンポラリーシングルのリスト（米国 ）